# Samarbetet mellan Martin Scorsese och Leonardo DiCaprio
Den amerikanska regissören Martin Scorsese och den amerikanska skådespelaren Leonardo DiCaprio samarbetar ofta i filmer. DiCaprio har medverkat i sex spelfilmer och en kortfilm gjord av Scorsese sedan 2002. Filmerna utforskar olika genrer, inklusive brottslighet, thriller, biografi och komedi. Flera av de har listats på många kritikers topplistor över filmer. 
Duons filmer har nominerats till trettioen Oscars och vunnit nio. 2013 tilldelades duon Spotlight Award av National Board of Review för deras karriärsamarbete. Scorseses arbete med DiCaprio anses vara lika viktigt som hans arbete med Robert De Niro.

## Relation
Duons förhållande är ett av de mest ekonomiskt framgångsrika samarbetena inom filmindustrin, vilket har inbringat totalt 1,3 miljarder dollar från sina fem spelfilmer. DiCaprio ansåg att Taxi Driver och Dödspolarna som stor inspiration av Scorseses arbete. Då samarbetet diskuterades sa han, "Jag är på väg att bli 40, och jag tittar tillbaka på några saker jag har fått göra, och i mitten av det är detta fantastiska oavsiktliga samarbetet som jag har haft med Marty." Scorsese hörde talas om DiCaprio från De Niro, som då arbetade med 19-åriga DiCaprio i This Boy's Life, och beskrev hans arbete för Scorsese som "imponerande". DiCaprio beskrev sitt första samarbete med Scorsese i Gangs of New York och sa: "Det var ett otroligt åtagande."
DiCaprio tackade Scorsese i sitt tacktal vid Oscarsgalan 2016 då han tog emot en Oscar för bästa manliga huvudroll, och sa, "Jag måste tacka alla från början av min karriär … till Mr. Jones för att ha gett mig rollen i min första film till Mr. Scorsese för att ha lärt mig så mycket om den filmiska konstformen."

## Samarbetestabell
| Titel                      | Släppt           | Studio                            | Budget           | Inspelat         | Rotten Tomatoes |
| -------------------------- | ---------------- | --------------------------------- | ---------------- | ---------------- | --------------- |
| Gangs of New York          | 20 december 2002 | Miramax och Touchstone Pictures   | 97 miljoner USD  | 193 miljoner USD | 75%             |
| The Aviator                | 25 december 2004 | Warner Bros. och Miramax          | 110 miljoner USD | 213 miljoner USD | 87%             |
| The Departed               | 6 oktober 2006   | Warner Bros.                      | 90 miljoner USD  | 289 miljoner USD | 92%             |
| Shutter Island             | 19 februari 2010 | Paramount Pictures                | 80 miljoner USD  | 294 miljoner USD | 69%             |
| The Wolf of Wall Street    | 25 december 2013 | Paramount Pictures                | 100 miljoner USD | 392 miljoner USD | 77%             |
| The Audition               | 27 oktober 2015  | Melco Crown Entertainment Limited | 70 miljoner USD  | -                | -               |
| Killers of the Flower Moon | 20 oktober 2023  | Apple TV+ / Paramount Pictures    | 200 miljoner USD | 156 miljoner USD | 95%             |

## 2000-talet

### Gangs of New York

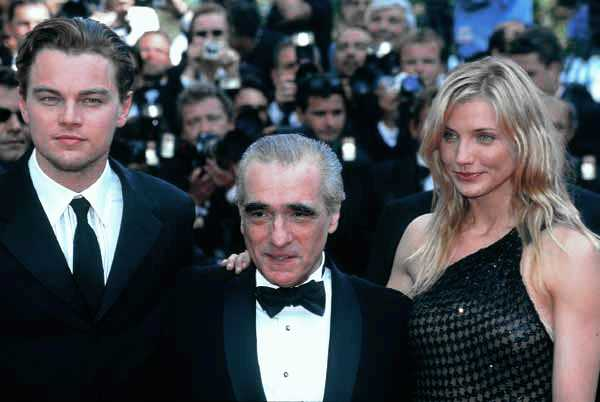
Scorsese och DiCaprio vid visningen av Gangs of New York på filmfestivalen i Cannes tillsammans med Cameron Diaz.

1999 producerade Scorsese en dokumentär om italienska filmskapare med titeln Il Mio Viaggio in Italia, även känd som My Voyage to Italy. Dokumentaren fördjupade regissörens nästa projekt, den episka Gangs of New York (2002), som påverkades (bland annat) av italienska regissörer som Luchino Visconti och filmades i sin helhet i de berömda filmstudiorna Cinecittà i Rom. 
Med en produktionsbudget som sades överstiga 100 miljoner dollar var Gangs of New York Scorseses hittills största och utan tvekan den film som varit mest mainstream. Filmen markerade det första samarbetet mellan Scorsese och DiCaprio. Scorsese kämpade ursprungligen med att sälja sin idé om filmen tills DiCaprio blev intresserad av att spela huvudpersonen Amsterdam Vallon, en ung ledare för den Dead Rabbits. När DiCaprio hade rollsatts gick Miramax Films med på att finansiera projektet. Filmen fick positiva recensioner och var en ekonomisk succé och förstärkte DiCaprios rykte som en av Hollywoods främsta talanger. DiCaprios agerande var väl mottaget, även om det överskuggas till viss del av Daniel Day-Lewis.

### The Aviator
Efter Gangs of New York arbetade duon 2004 med den biografiska filmen The Aviator, med DiCaprio i huvudrollen som flygpionjären och filmskaparen Howard Hughes. Filmen skildrar Hughes liv mellan slutet av 1920-talet och slutet av 1940-talet, under vilken tid han blev en framgångsrik filmproducent och en flygmagnat samtidigt som han blev mer och mer instabil på grund av allvarligt tvångssyndrom (OCD). 
Filmen var en stor kommersiell och kritisk framgång och fick 11 Oscarnomineringar vid Oscarsgalan 2005 (flest det året). Detta inkluderade nomineringar för bästa foto, bästa regi (Scorsese) och Bästa manliga huvudroll (DiCaprio, hans första för en huvudroll).
Roger Ebert från Chicago Sun-Times gav filmen fyra stjärnor av fyra och beskrev filmen och dess ämne, Howard Hughes, i dessa termer: "Vilken sorglig man. Vilken kort härlighet. Vilken fascinerande film... det finns ett samband här mellan Scorsese och hans ämne, kanske för att regissörens egen livsresa gör att han kan se Howard Hughes med insikt, sympati - och upp till en punkt, med beundran. Detta är en av årets bästa filmer."

### The Departed
Duons nästa samarbete blev kriminaldramat The Departed, från 2006, som kom att bli en av de mest framgångsrika filmerna i deras respektive karriärer. DiCaprio spelade rollen som Billy Costigan, en lokalpolis som arbetar under täckmantel i den irländska maffian i Boston. Mycket efterlängtat efter parets tidigare framgång släpptes filmen till överväldigande positiva recensioner och blev en av de högst rankade filmerna med 2006. Då den var budgeterad till 90 miljoner dollar blev det även DiCaprio och Scorseses hittills mest inkomstbringande samarbete och slog The Aviators tidigare rekord på 213,7 miljoner dollar.
DiCaprios skådespelande i The Departed bejublades av kritiker och gav honom en Satellite Award for Best Supporting Actor. Samma år blev han nominerad två gånger både vid Golden Globe och Screen Actors Guild, i kategorin Bästa skådespelare (han var också nominerad för Blood Diamond), men eftersom reglerna för Academy Awards inte tillåter en person att nomineras två gånger i samma kategori, nominerades han endast för Blood Diamond. Scorsese vann sin första Oscar för bästa regi, efter sex tidigare förluster i kategorin. Filmen vann även en Oscar för bästa film. 2008 nominerades The Departed till AFI:s Topp 10-lista över gangsterfilmer. 

## 2010-talet

### Shutter Island
I Shutter Island från 2010 spelar DiCaprio US Marshal polisen Edward "Teddy" Daniels, som utreder en psykiatrisk anläggning som ligger på en ö, och som senare kommer att ifrågasätta sitt eget förnuft. Shutter Island fick ursprungligen blandade till positiva recensioner och var en ekonomisk framgång. Roger Ebert från Chicago Sun-Times gav filmen 3 ½ stjärnor av fyra och skrev "filmen handlar om: atmosfär, olycksbådande portenter, erosionen av Teddys förtroende och till och med hans identitet. Det hela görs med felfritt regikommando. Scorsese vill framkalla rädsla, och han gör det med besked."

### The Wolf of Wall Street
2013 återförenades DiCaprio med Scorsese för The Wolf of Wall Street. Filmen baserades på memoarerna med samma namn av Jordan Belfort och berättar om Belforts karriär som aktiemäklare och den övergripande korruptionen och bedrägeriet på Wall Street som ledde till hans fall. Filmen listades på många kritikers topp tio listor för såväl året som decenniet, och blev Scorseses mest inkomstbringande film världen över. Filmen fick fem Oscarsnomineringar, inklusive bästa film och bästa regi för Scorsese. DiCaprio vann en Golden Globe Award för bästa skådespelare - musikal eller komedi för sin prestation som Belfort och fick sin tredje Oscarsnominering i kategorin Bästa manliga skådespelare; han förlorade dock mot Matthew McConaughey. 

## 2020-talet

### Killers of the Flower Moon

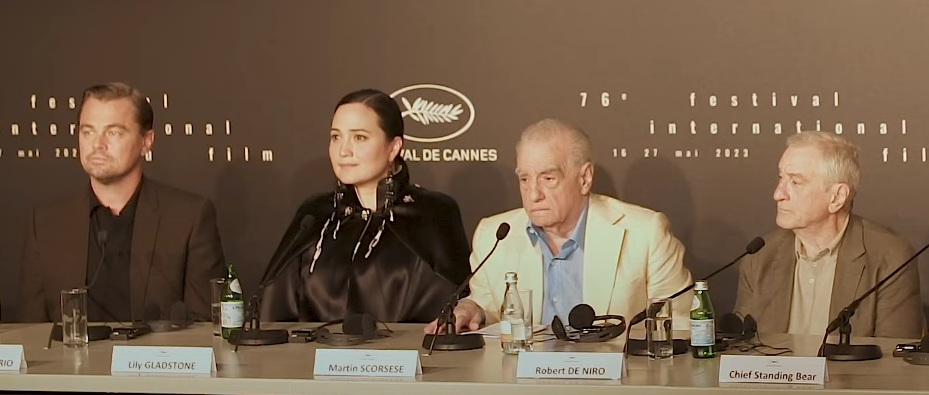
Presskonferens för Killers of the Flower Moon, 2023.

I oktober 2018 tillkännagavs att DiCaprio och Scorsese samarbetade i en filmatisering av David Granns Killers of the Flower Moon, om Osage-Indiska morden. Sommaren 2019 bekräftades det att Robert De Niro kommer att spela mot DiCaprio i filmen. Inspelningen planerades att starta i mars 2020, men sköts upp på grund av coronaviruspandemin. Inspelningen började istället i april 2021.

### Roosevelt
Scorsese arbetar även på en biografisk film om Theodore Roosevelt, med DiCaprio tilltänkt att spela den tidigare amerikanska presidenten. Produktionen förväntas börja när Killers of the Flower Moon är klar.